# Parasol Henbee
Parasol Henbee (パラソルへんべえ?, Parasoru Henbee) un manga e anime giapponese ideato da Fujiko Fujio. In Italia è inedito.

## Trama
Henbee è un abitante di un lontano pianeta. Mentre sta giocando cade attraverso un tunnel e al suo risveglio si ritrova nel mondo umano all'interno dell'armadio di un ragazzo di nome Maruko; il tunnel si è richiuso, impedendogli di tornare al suo pianeta natale.
Henbee possiede un magico parasole che gli permette di volare e fare magie. Inoltre può parlare con gli animali e realizzare i sogni di tutti. Presto Henbee diventa amico di Maruko e resta ad abitare a casa sua dandogli una mano nei momenti di difficoltà.
Ogni tanto il tunnel che collega i due mondi si riapre, dando la possibilità agli amici di Henbee di attraversarlo. Anche Henbee nel corso della storia ha la possibilità di ritornare nel suo mondo d'origine, ma rinuncia per la sua amicizia con Maruko.

## Personaggi
- Henbee
- Maruko
- Megeru
- Abuko
- Izumi
- Memosuke
- Gorita

## Episodi
| Nº  | Giapponese 「Kanji」 - Rōmaji                                      | In onda          | In onda |
| Nº  | Giapponese 「Kanji」 - Rōmaji                                      | Giapponese       |         |
| 1   | 「ヘンべえがやってきた!」 - Hen beegayattekita!                    | 2 ottobre 1989   |         |
| 2   | 「ぼくをガッコーへ連れてって」 - Bokuwo gakkō he tsure tette       | 3 ottobre 1989   |         |
| 3   | 「大縄とびでこんにちわ」 - Dai nawa tobidekonnichiwa               | 4 ottobre 1989   |         |
| 4   | 「家庭訪問で大さわぎ」 - Kateihōmon de taisa wagi                  | 5 ottobre 1989   |         |
| 5   | 「雨なんか大きらい」 - Ame nanka ooki rai                          | 6 ottobre 1989   |         |
| 6   | 「サイン会でビックリ」 - Sain kai de bikkuri                       | 9 ottobre 1989   |         |
| 7   | 「ヘンべえとおじいさん」 - Hen beetoojiisan                        | 10 ottobre 1989  |         |
| 8   | 「可愛ちゃんの誕生日」 - Kawai channo tanjōbi                      | 13 ottobre 1989  |         |
| 9   | 「台風一家」 - Taifū ikka                                          | 16 ottobre 1989  |         |
| 10  | 「身代わりヘンべえ」 - Mi kawari hen bee                           | 17 ottobre 1989  |         |
| 11  | 「ヘンべえ大いそがし」 - Hen bee ooi sogashi                       | 18 ottobre 1989  |         |
| 12  | 「動物たちが逃げだした」 - Dōbutsu tachiga nige dashita            | 19 ottobre 1989  |         |
| 13  | 「ニャンともおかしなお友達」 - Nyan tomookashinao tomodachi        | 23 ottobre 1989  |         |
| 14  | 「ヘンべえ遠足に行く」 - Hen bee ensoku ni iku                     | 24 ottobre 1989  |         |
| 15  | 「お店屋さん、ヘンべえ」 - O mise ya san, hen bee                  | 26 ottobre 1989  |         |
| 16  | 「名探偵ヘンべえ」 - Meitantei hen bee                             | 26 ottobre 1989  |         |
| 17  | 「Tシャツをつかまえろ」 - T shatsu wotsukamaero                    | 27 ottobre 1989  |         |
| 18  | 「パパのお父さんのカメラ」 - Papa noo tōsan no kamera              | 30 ottobre 1989  |         |
| 19  | 「ヘンべえと赤ちゃん」 - Hen beeto akachan                         | 1º novembre 1989 |         |
| 20  | 「パパの日曜大工」 - Papa no nichiyōdaiku                          | 2 novembre 1989  |         |
| 21  | 「特ダネをつかめ」 - Toku dane wotsukame                           | 3 novembre 1989  |         |
| 22  | 「お見舞いパニック」 - O mimai panikku                             | 6 novembre 1989  |         |
| 23  | 「りんご物語」 - Ringo monogatari                                  | 7 novembre 1989  |         |
| 24  | 「ゴリ太の秘密を探れ」 - Gori ta no himitsu wo sagure              | 8 novembre 1989  |         |
| 25  | 「七五三ってなーに?」 - Shichigosan ttena ni?                      | 9 novembre 1989  |         |
| 26  | 「真夜中の遊園地」 - Mayonaka no yūenchi                           | 10 novembre 1989 |         |
| 27  | 「不思議の国から蝶が来た」 - Fushigi no kuni kara chō ga kita      | 27 novembre 1989 |         |
| 28  | 「転校生はだれだ」 - Tenkōsei hadareda                             | 28 novembre 1989 |         |
| 29  | 「早起きヘンべえ」 - Hayaoki hen bee                               | 29 novembre 1989 |         |
| 30  | 「親子ゲンカはやめて」 - Oyako genka hayamete                      | 30 novembre 1989 |         |
| 31  | 「シャボン玉飛んだ」 - Shabon tama ton da                          | 1º dicembre 1989 |         |
| 32  | 「イルカがとんだ」 - Iruka gatonda                                 | 4 dicembre 1989  |         |
| 33  | 「思い出の宅配便」 - Omoide no takuhaibin                          | 5 dicembre 1989  |         |
| 34  | 「九官鳥どこいった」 - Kyūkanchō dokoitta                          | 7 dicembre 1989  |         |
| 35  | 「枯れ葉のお礼状」 - Kare ha noo reijō                             | 8 dicembre 1989  |         |
| 36  | 「ヘンべえと流れ星」 - Hen beeto nagareboshi                       | 8 dicembre 1989  |         |
| 37  | 「恐竜物語」 - Kyōryūmonogatari                                    | 12 dicembre 1989 |         |
| 38  | 「元気だしてよヘンべえ」 - Genki dashiteyo hen bee                 | 13 dicembre 1989 |         |
| 39  | 「可愛い大脱走」 - Kawaii daidassō                                 | 14 dicembre 1989 |         |
| 40  | 「消えたヘンべえ」 - Kie ta hen bee                                | 15 dicembre 1989 |         |
| 41  | 「メゲルがスベル」 - Megeru ga suberu                              | 18 dicembre 1989 |         |
| 42  | 「寒さに負けない方法」 - Samusa ni make nai hōhō                   | 19 dicembre 1989 |         |
| 43  | 「渡り鳥さんこんにちわ」 - Wataridori sankonnichiwa                | 20 dicembre 1989 |         |
| 44  | 「ヘンべえの雪だるま」 - Hen beeno yuki daruma                     | 21 dicembre 1989 |         |
| 45  | 「おじいさんの超能力」 - Ojiisanno chōnōryoku                      | 22 dicembre 1989 |         |
| 46  | 「ヘンべえのサンタクロース」 - Hen beeno santakurōsu               | 25 dicembre 1989 |         |
| 47  | 「大活躍、ドクターヘンべえ」 - Daikatsuyaku, dokutahen bee         | 26 dicembre 1989 |         |
| 48  | 「ヘンべえと福引き」 - Hen beeto fukubiki ki                       | 27 dicembre 1989 |         |
| 49  | 「どこへ行っても大そうじ」 - Dokohe itte mo taiso uji              | 28 dicembre 1989 |         |
| 50  | 「忘れ物でヘトヘト」 - Wasuremono de hetoheto                      | 22 gennaio 1990  |         |
| 51  | 「僕らの花壇は花いっぱい」 - Bokura no kadan ha hana ippai         | 23 gennaio 1990  |         |
| 52  | 「サーカスがやって来た」 - Sakasu gayatte kita                     | 24 gennaio 1990  |         |
| 53  | 「モデル騒動」 - Moderu sōdō                                       | 25 gennaio 1990  |         |
| 54  | 「トンチンカンがやってきた」 - Tonchinkan gayattekita              | 26 gennaio 1990  |         |
| 55  | 「またくるよトンチンカン」 - Matakuruyo tonchinkan                 | 29 gennaio 1990  |         |
| 56  | 「ヘンべえスキーに行く」 - Hen bee suki ni iku                     | 30 gennaio 1990  |         |
| 57  | 「幸せをよぶ卵」 - Shiawase woyobu tamago                          | 31 gennaio 1990  |         |
| 58  | 「夢であいましょう」 - Yume deaimashō                              | 1º febbraio 1990 |         |
| 59  | 「鬼になったヘンべえ」 - Oni ninatta hen bee                       | 2 febbraio 1990  |         |
| 60  | 「イニシャルMを探せ」 - Inisharu M wo sagase                       | 5 febbraio 1990  |         |
| 61  | 「頼りになるのは丸子ちゃん」 - Tayori ninarunoha maruko chan       | 6 febbraio 1990  |         |
| 62  | 「鍵がない!」 - Kagi ganai!                                        | 7 febbraio 1990  |         |
| 63  | 「メゲルくんの照明係」 - Megeru kunno shōmei kakari                | 8 febbraio 1990  |         |
| 64  | 「幸運のパラソルストーン」 - Kōun no parasorusutōn                 | 9 febbraio 1990  |         |
| 65  | 「骨折りは得?」 - Honeori ha e?                                    | 13 febbraio 1990 |         |
| 66  | 「ハッピーバレンタイン」 - Happibarentain                          | 14 febbraio 1990 |         |
| 67  | 「なつかしの火の用心」 - Natsukashino hi no yōjin                  | 15 febbraio 1990 |         |
| 68  | 「夢のパラソルワールド」 - Yume no parasoruwarudo                  | 16 febbraio 1990 |         |
| 69  | 「メモスケの一大事」 - Memosuke no ichidaiji                       | 20 febbraio 1990 |         |
| 70  | 「怒らないゴリ太」 - Ikara nai gori ta                             | 21 febbraio 1990 |         |
| 71  | 「メゲルが二人」 - Megeru ga futari                                | 22 febbraio 1990 |         |
| 72  | 「秘密の広場を探せ」 - Himitsu no hiroba wo sagase                 | 23 febbraio 1990 |         |
| 73  | 「大時計が止まった」 - Oodokei ga toma tta                         | 26 febbraio 1990 |         |
| 74  | 「ゴリ太のすてきなプレゼント」 - Gori ta nosutekina purezento      | 28 febbraio 1990 |         |
| 75  | 「おばあちゃんは元気人」 - Obaachanha genki nin                    | 1º marzo 1990    |         |
| 76  | 「ヘンべえとひな祭り」 - Hen beetohina matsuri                     | 2 marzo 1990     |         |
| 77  | 「あっちこっちで大騒ぎ」 - Acchikocchide oosawagi                  | 5 marzo 1990     |         |
| 78  | 「ヘンべえのお留守番」 - Hen beenoo rusuban                        | 6 marzo 1990     |         |
| 79  | 「パパとママの結婚記念日」 - Papa to mama no kekkonkinenbi         | 7 marzo 1990     |         |
| 80  | 「三つのお願い」 - Mittsu noo negai                                | 9 marzo 1990     |         |
| 81  | 「ヘンべえのひみつ百科」 - Hen beenohimitsu hyakka                 | 10 marzo 1990    |         |
| 82  | 「ヘンべえとまぼろしの道」 - Hen beetomaboroshino michi            | 5 aprile 1990    |         |
| 83  | 「パラソルワールドの衛星放送」 - Parasoruwarudo no eiseihōsō       | 10 aprile 1990   |         |
| 84  | 「茜先生のお見合い」 - Akane sensei noo miai                       | 12 aprile 1990   |         |
| 85  | 「春風と不思議パラソル」 - Harukaze to fushigi parasoru            | 13 aprile 1990   |         |
| 86  | 「ヘンべえの、おうちが一番」 - Hen beeno, ōchiga ichiban           | 16 aprile 1990   |         |
| 87  | 「ヘンべえと無人島」 - Hen beeto mujintō                           | 17 aprile 1990   |         |
| 88  | 「占いはよく当たる?」 - Uranai hayoku ata ru?                      | 18 aprile 1990   |         |
| 89  | 「空からの手紙」 - Aka rano tegami                                 | 19 aprile 1990   |         |
| 90  | 「おじいさんゲームに挑戦」 - Ojiisan gemu ni chōsen                | 20 aprile 1990   |         |
| 91  | 「パラソルパワー大ピンチ」 - Parasorupawa dai pinchi               | 24 aprile 1990   |         |
| 92  | 「まぼろしの白い鳥」 - Maboroshino shiroi tori                     | 25 aprile 1990   |         |
| 93  | 「飛んでけ綿アメ」 - Ton deke men ame                              | 26 aprile 1990   |         |
| 94  | 「校長先生の秘密」 - Kōchōsensei no himitsu                        | 27 aprile 1990   |         |
| 95  | 「大空からモシモシ」 - Oozora kara moshimoshi                      | 1º maggio 1990   |         |
| 96  | 「ないしょ話で大さわぎ」 - Naisho hanashi de taisa wagi            | 2 maggio 1990    |         |
| 97  | 「キャンプでカレーを」 - Kyanpu de kare wo                         | 3 maggio 1990    |         |
| 98  | 「わが家の鯉のぼり」 - Waga ie no koi nobori                       | 4 maggio 1990    |         |
| 99  | 「トンネルの向う側」 - Tonneru no mū gawa                          | 7 maggio 1990    |         |
| 100 | 「パラソルパワーでジャンケンポン」 - Parasorupawa de jankenpon     | 8 maggio 1990    |         |
| 101 | 「アイスクリーム大好き」 - Aisukurimu daisuki                      | 9 maggio 1990    |         |
| 102 | 「メモスケ君のSOS」 - Memosuke kun no SOS                          | 10 maggio 1990   |         |
| 103 | 「気になる落とし物」 - Kini naru otoshimono                        | 28 maggio 1990   |         |
| 104 | 「もしもしパラソルワールド」 - Moshimoshi parasoruwarudo           | 29 maggio 1990   |         |
| 105 | 「モロコシ君のコンサート」 - Morokoshi kun no konsato              | 30 maggio 1990   |         |
| 106 | 「ヘンべえ牧場へ行く」 - Hen bee bokujō he iku                     | 31 maggio 1990   |         |
| 107 | 「ヘンべえと青い回転木馬」 - Hen beeto aoi kaitenmokuba            | 1º giugno 1990   |         |
| 108 | 「ヘンべえの一輪車」 - Hen beeno ichirin kuruma                    | 4 giugno 1990    |         |
| 109 | 「空とぶ自転車」 - Sora tobu jitensha                              | 5 giugno 1990    |         |
| 110 | 「かみなりこわーい」 - Kaminarikowa i                              | 6 giugno 1990    |         |
| 111 | 「すずらんのお花畑」 - Suzurannoo hanahata                         | 7 giugno 1990    |         |
| 112 | 「ヘンべえの手紙」 - Hen beeno tegami                              | 8 giugno 1990    |         |
| 113 | 「虹のすべり台」 - Niji nosuberi dai                               | 11 giugno 1990   |         |
| 114 | 「おじいさんの思い出」 - Ojiisanno omoide                          | 14 giugno 1990   |         |
| 115 | 「パパへのプレゼント」 - Papa heno purezento                       | 15 giugno 1990   |         |
| 116 | 「クシャミでハッピー」 - Kushami de happi                          | 18 giugno 1990   |         |
| 117 | 「ヘンべえの一大決心」 - Hen beeno ichidaikesshin                  | 19 giugno 1990   |         |
| 118 | 「ママがんばって!」 - Mama ganbatte!                               | 21 giugno 1990   |         |
| 119 | 「ヘンべえの曲芸師」 - Hen beeno kyokugei shi                      | 22 giugno 1990   |         |
| 120 | 「王子さまってだあれ?」 - ōji samattedaare?                        | 25 giugno 1990   |         |
| 121 | 「地震はこわい」 - Jishin hakowai                                  | 26 giugno 1990   |         |
| 122 | 「忘れ物には気をつけて」 - Wasuremono niha kiwo tsukete            | 27 giugno 1990   |         |
| 123 | 「ヘンべえの自転車教室」 - Hen beeno jitensha kyōshitsu            | 28 giugno 1990   |         |
| 124 | 「ママどうしたの?」 - Mama dōshitano?                              | 29 giugno 1990   |         |
| 125 | 「トンチンカンのチャンバラごっこ」 - Tonchinkan no chanbara gokko  | 2 luglio 1990    |         |
| 126 | 「野球をやれば世界一」 - Yakyū woyareba sekaiichi                  | 4 luglio 1990    |         |
| 127 | 「アブ子ちゃんの七夕」 - Abu ko channo tanabata                    | 5 luglio 1990    |         |
| 128 | 「また来たよトンチンカン」 - Mata kita yo tonchinkan               | 23 luglio 1990   |         |
| 129 | 「びっくり!パラソルフラワー」 - Bikkuri! parasorufurawa            | 24 luglio 1990   |         |
| 130 | 「トンチンカンをご案内」 - Tonchinkan wogo annai                   | 25 luglio 1990   |         |
| 131 | 「トンチンカンの宝探し」 - Tonchinkan no takara sagashi            | 26 luglio 1990   |         |
| 132 | 「開け!パラレルトンネル」 - Hirake! pararerutonneru                | 27 luglio 1990   |         |
| 133 | 「夏祭りって楽しいな」 - Natsumatsuri tte tanoshi ina              | 30 luglio 1990   |         |
| 134 | 「おじいさんの花火大会」 - Ojiisanno hanabitaikai                  | 31 luglio 1990   |         |
| 135 | 「いずみちゃんの秘密」 - Izumichanno himitsu                       | 1º agosto 1990   |         |
| 136 | 「まぼろしのホタル」 - Maboroshino hotaru                          | 2 agosto 1990    |         |
| 137 | 「ようこそパラソルワールド」 - Yōkoso parasoruwarudo               | 3 agosto 1990    |         |
| 138 | 「メゲル君の不思議パワー」 - Megeru kun no fushigi pawa            | 6 agosto 1990    |         |
| 139 | 「ヘンべえの海中散歩」 - Hen beeno kaichū sanpo                    | 7 agosto 1990    |         |
| 140 | 「ラジオ体操で1・2・3」 - Rajio taisō de 1. 2. 3                   | 28 agosto 1990   |         |
| 141 | 「林間学校って楽しいな」 - Rinkan gakkō tte tanoshi ina            | 30 agosto 1990   |         |
| 142 | 「ヘンべえは天才画家?」 - Hen beeha tensai gaka?                   | 31 agosto 1990   |         |
| 143 | 「パラソルワールド初探検」 - Parasoruwarudo hatsu tanken           | 3 settembre 1990 |         |
| 144 | 「メゲルは名コーチ?」 - Megeru ha mei kōchi?                       | 4 settembre 1990 |         |
| 145 | 「ヘンべえと植木屋さん」 - Hen beeto ueki ya san                   | 5 settembre 1990 |         |
| 146 | 「星空を作ろう」 - Hoshizora wo tsukuro u                          | 6 settembre 1990 |         |
| 147 | 「茜先生の夢デート」 - Akane sensei no yume deto                   | 7 settembre 1990 |         |
| 148 | 「ヘンべえのたからさがし」 - Hen beenotakarasagashi                | 8 ottobre 1990   |         |
| 149 | 「給食ってだいすき!」 - Kyūshoku ttedaisuki!                       | 9 ottobre 1990   |         |
| 150 | 「運動会だよトンチンカン」 - Undōkai dayo tonchinkan               | 11 ottobre 1990  |         |
| 151 | 「ヘンべえモデルになる」 - Hen bee moderu ninaru                   | 12 ottobre 1990  |         |
| 152 | 「可愛ちゃんのペンフレンド」 - Kawai channo penfurendo             | 15 ottobre 1990  |         |
| 153 | 「トンべえ大あわて」 - Ton bee ooa wate                            | 16 ottobre 1990  |         |
| 154 | 「ヘンべえと獣医さん」 - Hen beeto jūi san                         | 17 ottobre 1990  |         |
| 155 | 「シャックリがとまらない」 - Shakkuri gatomaranai                  | 18 ottobre 1990  |         |
| 156 | 「双眼鏡をのぞいてみたら」 - Sōgankyō wonozoitemitara              | 23 ottobre 1990  |         |
| 157 | 「ヘンべえのご先祖さま?」 - Hen beenogo senzo sama?                | 26 ottobre 1990  |         |
| 158 | 「パパはプロゴルファー」 - Papa ha purogorufa                      | 29 ottobre 1990  |         |
| 159 | 「ママの魔法のケーキ」 - Mama no mahō no keki                      | 30 ottobre 1990  |         |
| 160 | 「トンチンカンのワンパク戦争」 - Tonchinkan no wanpaku sensō       | 31 ottobre 1990  |         |
| 161 | 「落書きしたのは誰だ!」 - Rakugaki shitanoha dare da!              | 1º novembre 1990 |         |
| 162 | 「トンチンカンのにらめっこ」 - Tonchinkan noniramekko              | 2 novembre 1990  |         |
| 163 | 「子ネコはどこに?」 - Ko neko hadokoni?                            | 5 novembre 1990  |         |
| 164 | 「ゴリ太がお父さん?」 - Gori ta gao tōsan?                         | 6 novembre 1990  |         |
| 165 | 「クリ・クリ・ビックリ!」 - Kuri. kuri. bikkuri!                   | 7 novembre 1990  |         |
| 166 | 「トンチンカンがお勉強?」 - Tonchinkan gao benkyō?                 | 8 novembre 1990  |         |
| 167 | 「オウム虫がやってきた」 - ōmu mushi gayattekita                   | 9 novembre 1990  |         |
| 168 | 「おじいさんの宝物」 - Ojiisanno takaramono                        | 26 novembre 1990 |         |
| 169 | 「パラソルジュースで仲直り」 - Parasorujūsu de nakanaori           | 27 novembre 1990 |         |
| 170 | 「トンチンカンと熱気球」 - Tonchinkan to nekkikyū                  | 28 novembre 1990 |         |
| 171 | 「食べはじめたら止まらない」 - Tabe hajimetara toma ranai          | 29 novembre 1990 |         |
| 172 | 「ヘンべえの一日署長さん」 - Hen beeno ichinichishochō san         | 30 novembre 1990 |         |
| 173 | 「わんぱく猫をつかまえろ」 - Wanpaku neko wotsukamaero             | 3 dicembre 1990  |         |
| 174 | 「パラソルタイフーン」 - Parasorutaifūn                            | 4 dicembre 1990  |         |
| 175 | 「トンチンカンで大逆転」 - Tonchinkan de daigyakuten               | 5 dicembre 1990  |         |
| 176 | 「起きてよトンべえ」 - Oki teyo ton bee                            | 6 dicembre 1990  |         |
| 177 | 「あら不思議?アベコベエリア」 - Ara fushigi? abekobeeria           | 7 dicembre 1990  |         |
| 178 | 「カンべえの超能力?」 - Kan beeno chōnōryoku?                      | 10 dicembre 1990 |         |
| 179 | 「UFOが出たぞ!?」 - UFO ga deta zo!?                               | 11 dicembre 1990 |         |
| 180 | 「謎のお化け石」 - Nazo noo bake ishi                              | 13 dicembre 1990 |         |
| 181 | 「パラソルワールドの一大事」 - Parasoruwarudo no ichidaiji         | 14 dicembre 1990 |         |
| 182 | 「抜きつ抜かれつ大接戦」 - Nuki tsu nuka retsu dai sessen          | 17 dicembre 1990 |         |
| 183 | 「こたつ騒動」 - Kotatsu sōdō                                      | 18 dicembre 1990 |         |
| 184 | 「トンチンカンの雪遊び」 - Tonchinkan no yuki asobi                | 20 dicembre 1990 |         |
| 185 | 「トンチンカントリオ解散?」 - Tonchinkantorio kaisan?              | 21 dicembre 1990 |         |
| 186 | 「トンチンカンのプレゼント」 - Tonchinkan no purezento             | 24 dicembre 1990 |         |
| 187 | 「ママありがとう」 - Mama arigatō                                  | 25 dicembre 1990 |         |
| 188 | 「おかしなスカンク騒動」 - Okashina sukanku sōdō                   | 26 dicembre 1990 |         |
| 189 | 「SOSパラソルパワー」 - SOS parasorupawa                           | 27 dicembre 1990 |         |
| 190 | 「センべえ爺さん登場」 - Sen bee jiisan tōjō                       | 28 dicembre 1990 |         |
| 191 | 「助けてセンべえ爺さん!」 - Tasuke te sen bee jiisan!              | 29 dicembre 1990 |         |
| 192 | 「みんなそろってパラソルワールド!」 - Minnasorotte parasoruwarudo! | 30 dicembre 1990 |         |
| 193 | 「パラソルワールドで大はしゃぎ」 - Parasoruwarudo de dai hashagi   | 30 dicembre 1990 |         |
| 194 | 「出発!冒険の旅へ」 - Shuppatsu! bōken no tabi he                  | 4 gennaio 1991   |         |
| 195 | 「変だぞ!パラソルワールド」 - Henda zo! parasoruwarudo             | 7 gennaio 1991   |         |
| 196 | 「オオカミワシの岩山」 - Ookamiwashi no iwayama                    | 8 gennaio 1991   |         |
| 197 | 「パラソルワールドがこおった!」 - Parasoruwarudo gakootta!         | 9 gennaio 1991   |         |
| 198 | 「不思議な洞窟」 - Fushigi na dōkutsu                              | 10 gennaio 1991  |         |
| 199 | 「マザーツリーを救え!」 - Mazatsuri wo sukue!                      | 11 gennaio 1991  |         |
| 200 | 「さよなら、またね」 - Sayonara, matane                            | 12 gennaio 1991  |         |